# Amphithemis vacillans
Amphithemis vacillans är en trollsländeart som först beskrevs av Selys 1891.  Amphithemis vacillans ingår i släktet Amphithemis och familjen segeltrollsländor. IUCN kategoriserar arten globalt som otillräckligt studerad. Inga underarter finns listade i Catalogue of Life.